# Смолоскип (музей)
Громадський музей «Смолоскип» — унікальний музей в Донецьку, присвячений життєвому шляху Народних Героїв Українського Народу — дисидентів Василя Макуха і Олекси Гірника.
Музей було відкрито 5 листопада 2008 року в головному офісі всеукраїнської громадської організації інвалідів «Чорнобиль-Допомога». Знаходиться він за адресою вул. Північна, 19. Урочисте відкриття присвятили тридцятиріччю загибелі українського дисидента та політв’язня Олекси Гірника та сорокаріччю з дня самоспалення правозахисника Василя Макуха. «Смолоскип» - перший і єдиний в світі музей такого роду.

## Експозиція
В музеї представлені особисті речі Василя Макуха та Олекси Гірника, а також унікальні документи які радянська влада намагалася знищити. До цих документів можна віднести листівки Олекси Гірника, які він розкидав перед самоспаленням біля могили Шевченка, фотокартки, випсики з архівів. Є навіть архівне свідчення про потуги КДБ розповсюджувати чутки, що самоспалені були алкоголіками і психічно нездоровими людьми,  тому  випадково згоріли. Окрім Олекси Гірника та Василя Макуха в музеї є речі, які пов’язані з Юрієм Михайловським та Марією Вітровою, які теж себе спалили. Також представлені матеріали про Миколу Бериславського.